# Susanne Wegscheider
Susanne Wegscheider (* 16. Mai 1953 in Linz) ist eine österreichische Unternehmerin und Politikerin (ÖVP). Sie vertrat 2003 kurzfristig die ÖVP im Nationalrat.

## Ausbildung und Beruf
Susanne Wegscheider besuchte von 1959 bis 1962 die Volksschule der Kreuzschwestern und das wirtschaftskundliche Realgymnasium Körnerstraße in Linz, dass sie 1971 mit der Matura abschloss. 1974 besuchte sie zudem die Fachschule des Lebensmittel-Einzelhandels in Neuwied am Rhein.
Wegscheider war zwischen 1974 und 2003 als Unternehmerin in der Wild- und Fischhandlung am Südbahnhofmarkt tätig.

## Politik
Wegscheider ist in der Organisation „Frau in der Wirtschaft“ in der Wirtschaftskammer engagiert und dort Bezirksvorsitzende-Stellvertreterin in Linz sowie seit 2003 stellvertretende Landesvorsitzende. Sie wirkt zudem im Wirtschaftsbund mit, wo sie die Funktion der Bezirksobfrau in Linz innehat und Landesobmannstellvertreterin ist. Seit 2001 ist Wegscheider auch Mitglied des Stadtparteivorstandes der ÖVP Linz. Nach der Regierungsbildung im Frühjahr 2003 zog Wegscheider am 5. März 2003 auf ein freigewordenes Mandat in den Nationalrat ein. Sie schied jedoch bereits am 6. November 2003 wieder aus dem Nationalrat aus und übernahm an diesem Tag den Stadtratsposten für Wirtschaft, Märkte und Grünflächen in Linz. 2016 endete diese Tätigkeit.
Wegscheider hat die Funktion der Aufsichtsrat-Vorsitzenden der TechCenter Linz-Winterhafen Errichtungs- und Betriebsgesellschaft mbH inne und ist stellvertretende Aufsichtsratsvorsitzende der Design Center Linz Betriebsgesellschaft mbH.

## Privates
Wegscheider ist verheiratet und hat einen Sohn.